# Sécurité d'emploi
 (octobre 2022).
La mise en forme du texte ne suit pas les recommandations de Wikipédia : il faut le « wikifier ».
Les points d'amélioration suivants sont les cas les plus fréquents. Le détail des points à revoir est peut-être précisé sur la page de discussion.
- Les titres sont pré-formatés par le logiciel. Ils ne sont ni en capitales, ni en gras.
- Le texte ne doit pas être écrit en capitales (les noms de famille non plus), ni en gras, ni en italique, ni en « petit »…
- Le gras n'est utilisé que pour surligner le titre de l'article dans l'introduction, une seule fois.
- L'italique est rarement utilisé : mots en langue étrangère, titres d'œuvres, noms de bateaux, etc.
- Les citations ne sont pas en italique mais en corps de texte normal. Elles sont entourées par des guillemets français : « et ».
- Les listes à puces sont à éviter, des paragraphes rédigés étant largement préférés. Les tableaux sont à réserver à la présentation de données structurées (résultats, etc.).
- Les appels de note de bas de page (petits chiffres en exposant, introduits par l'outil «  Source ») sont à placer entre la fin de phrase et le point final[comme ça].
- Les liens internes (vers d'autres articles de Wikipédia) sont à choisir avec parcimonie. Créez des liens vers des articles approfondissant le sujet. Les termes génériques sans rapport avec le sujet sont à éviter, ainsi que les répétitions de liens vers un même terme.
- Les liens externes sont à placer uniquement dans une section « Liens externes », à la fin de l'article. Ces liens sont à choisir avec parcimonie suivant les règles définies. Si un lien sert de source à l'article, son insertion dans le texte est à faire par les notes de bas de page.
- La présentation des références doit suivre les conventions bibliographiques. Il est recommandé d'utiliser les modèles {{Ouvrage}}, {{Chapitre}}, {{Article}}, {{Lien web}} et/ou {{Bibliographie}}. Le mode d'édition visuel peut mettre en forme automatiquement les références.
- Insérer une infobox (cadre d'informations à droite) n'est pas obligatoire pour parachever la mise en page.

Pour une aide détaillée, merci de consulter Aide:Wikification.
Si vous pensez que ces points ont été résolus, vous pouvez retirer ce bandeau et améliorer la mise en forme d'un autre article.
 (octobre 2022).
La sécurité d'emploi est la probabilité qu'un individu conserve son emploi ; un emploi avec un haut niveau de sécurité est tel qu'une personne qui occupe l'emploi aurait une faible chance de le perdre. De nombreux facteurs menacent la sécurité d'emploi : la mondialisation, l'externalisation, la réduction des effectifs, la récession et les nouvelles technologies, pour n'en nommer que quelques-uns.
La théorie économique de base soutient que pendant les périodes d'expansion économique, les entreprises connaissent une demande accrue, ce qui nécessite à son tour des investissements dans plus de capital ou de main-d'œuvre. Lorsque les entreprises connaissent une croissance, la confiance et la sécurité de l'emploi augmentent généralement. L'inverse est souvent vrai pendant une récession : les entreprises connaissent une demande réduite et cherchent à réduire leurs effectifs à court terme.
Les gouvernements et les individus sont tous deux motivés pour atteindre des niveaux plus élevés de sécurité d'emploi. Les gouvernements tentent de le faire en adoptant des lois (telles que la loi américaine sur les droits civils de 1964) qui interdisent de licencier des employés pour certaines raisons. Les individus peuvent influer sur leur degré de sécurité d'emploi en améliorant leurs compétences par l'éducation et l'expérience, ou en déménageant dans un lieu plus favorable.[3] Le taux de chômage officiel et les indices de confiance des salariés sont de bons indicateurs de la sécurité d'emploi dans certains domaines[4]. Ces statistiques sont surveillées de près par les économistes, les responsables gouvernementaux et les banques.
Les syndicats ont aussi une forte influence sur la sécurité de l'emploi. Les emplois qui ont traditionnellement une forte présence syndicale, tels que de nombreux emplois gouvernementaux et des emplois dans l'éducation, la santé et l'application de la loi, sont considérés comme très sûrs, tandis que de nombreux emplois non syndiqués du secteur privé sont généralement considérés comme offrant une sécurité d'emploi inférieure, bien que cela varie selon l'industrie et le pays.

## Mesurer la sécurité de l'emploi
Il s'agit d'une liste de pays par sécurité d'emploi, un élément important pour mesurer la qualité de vie et le bien-être de ses citoyens. Il énumère les risques pour les travailleurs des pays de l'OCDE de perdre leur emploi en 2012, certains pays non membres de l'OCDE étant également inclus. Les travailleurs confrontés à un risque élevé de perte d'emploi sont plus vulnérables, en particulier dans les pays où les filets de sécurité sociale sont plus petits [citation nécessaire]. Cet indicateur présente la probabilité de devenir chômeur, calculée comme le nombre de personnes qui étaient au chômage en 2012, mais qui avaient un emploi en 2011 sur le nombre total d'employés en 2011.

## Aux Etats-Unis
Alors que toutes les économies sont influencées par les forces du marché (qui modifient l'offre et la demande de main-d'œuvre), les États-Unis sont particulièrement sensibles à ces forces en raison d'une longue histoire de conservatisme fiscal et d'une intervention gouvernementale minimale.
Une intervention gouvernementale minimale a aidé les États-Unis à créer un système d'emploi à volonté qui s'applique à de nombreuses industries. Par conséquent, à quelques exceptions près, la sécurité d'emploi d'un employé suit de près la demande d'un employeur pour ses compétences. Par exemple, à la suite du boom des dot-com de 1997 à 2000, les employés de l'industrie technologique ont connu une baisse massive de la sécurité d'emploi et de la confiance. Plus récemment, en 2009, de nombreux travailleurs du secteur manufacturier ont connu une baisse similaire de la sécurité d'emploi et de la confiance.[6] Suivre de près les forces du marché signifie également que l'emploi aux États-Unis rebondit lorsque les industries s'adaptent aux nouvelles réalités économiques. Par exemple, la confiance des employés et la sécurité d'emploi dans les secteurs de la fabrication et de la technologie ont considérablement rebondi.[7][8]
Aux États-Unis, l'insécurité de l'emploi est plus élevée pour les hommes que pour les femmes, les travailleurs âgés de 30 à 64 ans connaissant plus d'insécurité que les autres groupes d'âge. Les travailleurs divorcés ou séparés et les travailleurs sans diplôme d'études secondaires signalent également une insécurité d'emploi plus élevée. Dans l'ensemble, les travailleurs de l'industrie de la construction ont le taux d'insécurité d'emploi le plus élevé à 55 %.[9]
L'impact du chômage et de la précarité sur la santé mentale et physique fait désormais l'objet d'un nombre croissant de recherches. Cela permettra de mieux comprendre pourquoi, par exemple, un nombre croissant d'hommes aux États-Unis ne retournent pas au travail. En 1960, seuls 5 % des hommes âgés de 30 à 35 ans étaient au chômage, alors qu'environ 13 % étaient au chômage en 2006. Le New York Times attribue une grande partie de cela aux cols bleus et aux hommes professionnels qui refusent d'occuper des emplois pour lesquels ils sont surqualifiés ou ne fournissent pas d'avantages sociaux adéquats contrairement à leurs emplois précédents.[10] Cela pourrait également être attribué à une inadéquation entre les compétences que possèdent actuellement les employés et les compétences recherchées par les employeurs dans les industries traditionnellement dominées par les hommes (comme la fabrication).[11]
Selon les données des rapports de confiance des employés de 2014, 50 % de tous les travailleurs actuels de 18 ans et plus se sentent confiants dans leur capacité à trouver un nouvel emploi si nécessaire, et 60 % sont confiants dans l'avenir de leur employeur. L'insécurité de l'emploi, définie comme la crainte de devenir chômeur, préoccupe 25 % des travailleurs américains.

## Externalisation
L'externalisation à l'étranger (parfois appelée délocalisation) peut réduire la sécurité d'emploi des personnes exerçant certaines professions telles que les télévendeurs, les programmeurs informatiques, les transcripteurs médicaux et les commis à la comptabilité. Généralement, pour externaliser le travail dans un autre pays, le travail doit être rapide à apprendre et le travail terminé doit être transférable avec une perte minimale de qualité.

## En Europe
La principale différence avec les États-Unis est le système des contrats à durée indéterminée. Dans la plupart des pays européens, de nombreux salariés ont des contrats à durée indéterminée qui, tout en ne garantissant pas un emploi à vie, rendent très difficile pour l'employeur la résiliation d'un contrat. Les salariés qui ont légalement acquis ces droits, par exemple parce qu'ils sont dans une entreprise depuis deux ans sans interruption, ne peuvent être licenciés que pour des raisons disciplinaires (après plusieurs avertissements formels et sous réserve d'un recours indépendant) ou dans le cas d'une entreprise subissant restructuration (sous réserve de lois généreuses sur les indemnités de licenciement et souvent avec une reconversion à la charge de l'entreprise). En Espagne, par exemple, ces salariés ont droit à 45 jours d'indemnité de licenciement par année travaillée. Le coût élevé des indemnités de licenciement est en pratique ce qui assure la sécurité d'emploi des salariés.
Alors que les employés qui ont de tels contrats à durée indéterminée juridiquement contraignants sont dans la position enviable de savoir qu'ils (et leur famille) ont une sécurité financière complète pour le reste de leur vie, il est important de réaliser que ces obligations fonctionnent dans les deux sens. Dans certains pays comme l'Allemagne, une entreprise peut empêcher un employé (dont elle a payé la formation professionnelle) de partir pour occuper un meilleur poste ailleurs jusqu'à ce qu'une compensation soit convenue. Un employé d'une entreprise sur le point de fermer ses portes peut se sentir obligé de rester dans l'entreprise, même si on lui propose de travailler dans une autre entreprise.
Chaque entreprise aura un mélange d'employés sur différents types de contrats. Des contrats à durée indéterminée peuvent également exister pour le travail saisonnier. Ces contrats dits discontinus signifient qu'un hôtel, par exemple, peut licencier son personnel à l'automne, mais qu'il doit reprendre les mêmes personnes au printemps suivant.
La proportion de la main-d'œuvre sous contrat à durée indéterminée a diminué dans toute l'Europe en réponse à la concurrence accrue et à la mondialisation. Les entreprises peuvent licencier un employé juste avant qu'il n'atteigne la barre des deux ans, puis le réembaucher en tant que nouvel employé. De nombreux économistes soutiennent qu'une plus grande flexibilité du marché du travail est nécessaire. Les professeurs d'économie soutiennent que la menace du chômage est nécessaire pour maintenir les incitations à une productivité élevée. Pendant ce temps, John Kenneth Galbraith a fait valoir dans The Affluent Society que certains professeurs d'économie établis cherchent simultanément à devenir titulaires.[14] Les emplois qui ne sont pas garantis par un contrat à durée indéterminée sont encore mal considérés dans de nombreuses sociétés européennes, souvent décrits avec mépris comme "précaires" ou "McJobs", même lorsque l'entreprise a de bonnes perspectives.
Dans les économies européennes moins réglementées, comme le Royaume-Uni, il est beaucoup moins coûteux de licencier des employés permanents. En Grande-Bretagne, les salariés n'ont droit qu'à un minimum légal d'une semaine d'indemnité de licenciement par année travaillée (une semaine et demie pour les travailleurs de plus de 40 ans). Au lieu de cela, les salariés des secteurs privé et public qui s'estiment injustement licenciés ont le droit d'assigner l'entreprise devant un tribunal du travail afin d'être réintégrés ou d'obtenir une indemnisation complémentaire. Il n'est pas nécessaire de passer par le système judiciaire normal.
En Suède, les contrats de travail peuvent être à durée déterminée, et peuvent être prolongés pour de nouvelles périodes limitées dans le temps, ou non, sans motif. Cela n'est autorisé que pour les deux premières années d'emploi. À l'expiration, le salarié restera sans emploi et sans indemnité si aucune prolongation n'a lieu. Une fois avec un contrat à durée indéterminée, l'employeur ne peut licencier des personnes que pour un motif valable. Une des raisons pourrait être que l'employeur a besoin de moins de travailleurs. Dans ce cas, la loi générale veut que la personne qui occupe son emploi le plus longtemps soit la dernière à perdre son emploi.
Dans tous les pays de l'Union européenne, un employé conserve ses droits contractuels existants si son entreprise est reprise en vertu de la directive sur les droits acquis (au Royaume-Uni, connue sous le nom de TUPE), de sorte que les années passées à travailler pour l'ancienne entreprise seraient prises en compte dans le calcul des indemnités de licenciement, etc.

## En Inde
En Inde, la sécurité de l'emploi est élevée car le droit du travail indien rend difficile le licenciement des employés permanents. La plupart des Indiens travaillent jusqu'à la retraite dans la même entreprise, à l'exception des travailleurs de certains secteurs tels que la technologie. En raison de l'importance de la population, la concurrence est forte, mais la taille du marché du travail l'est tout autant.

### Autres articles
migration d'emploi
Congédiement
Contrat de premier emploi (un contrat français qui a provoqué des protestations massives avant d'être finalement abrogé)
Travail occasionnel
Flexicurité

## Sources
- (en) Cet article est partiellement ou en totalité issu de l’article de Wikipédia en anglais intitulé « Job security  » (voir la liste des auteurs).

1. ↑  (en) « Living With a Lack of Job Security: Coping with Job Uncertainty », sur www.mindtools.com (consulté le 30 octobre 2022)
2. ↑  (en) Neely, Christopher J., « Okun's Law: Output and Unemployment », Economic Synopses, no 4,‎ 2010 (lire en ligne [PDF])